# Joseph Keiley

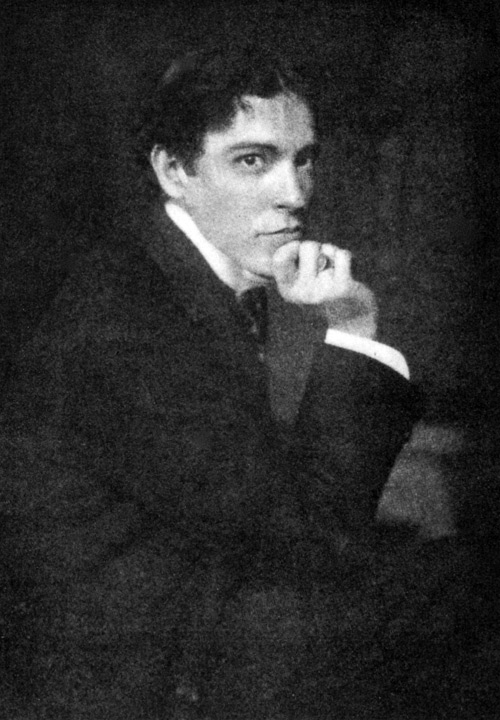
Joseph Keiley, fotografiert von Gertrude Käsebier (1900)

Joseph Turner Keiley (* 26. Juli 1869 in Maryland; † 21. Januar 1914 in New York) war ein US-amerikanischer Fotograf des Piktorialismus, Autor und Kunstkritiker. Keiley war Gründungsmitglied der Photo-Secession und ein enger Weggefährte von Alfred Stieglitz. Bereits zu Lebzeiten wurden seine Fotografien weltweit ausgestellt, sie fanden ebenso wie seine Kritiken und Aufsätze international Anerkennung.

## Leben und Werk

### Kindheit und Berufsausbildung
Joseph Keiley wurde als ältestes der sieben Kinder der Eheleute John D. und Ellen Keiley in Maryland geboren. Aufgewachsen ist er aber in Brooklyn, wohin die Familie bald nach seiner Geburt verzog. Keiley wurde Anwalt und als solcher Mitbegründer der Rechtsanwaltsgesellschaft Keiley & Haviland.

### Werdegang als Fotograf und Autor

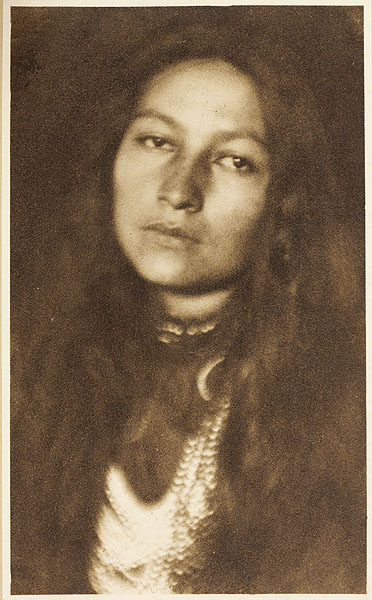
„Zitkala-Sa“ (1901)

In der Mitte der 1890er Jahre begann Keiley zu fotografieren und kam in Kontakt mit der bekannten Fotografin Gertrude Käsebier. Wie diese fotografierte er indianische Mitwirkende der Wild West Show Buffalo Bills. Neun dieser Bildnisse wurden 1898 im Philadelphia Photographic Salon ausgestellt. Einer der Preisrichter der Ausstellung war Stieglitz, der über die Aufnahmen Keileys eine sehr wohlwollende Kritik veröffentlichte.
Als Folge der erfolgreichen Ausstellung in Philadelphia wurde Keiley 1899 als vierter Amerikaner überhaupt in die Brotherhood of the Linked Ring aufgenommen, seinerzeit die wichtigste Vereinigung piktorialistischer Fotografen.
Im Jahr 1900 trat Keiley dem Camera Club of New York bei. Eine Einzelausstellung in der Galerie des Clubs folgte. Zu dieser Zeit war Stieglitz Vizepräsident des Camera Clubs und Schriftleiter des Clubjournals Camera Notes. Keiley wurde rasch der wichtigste Weggefährte Stieglitz’ sowie einer der produktivsten Autoren des Journals. Er steuerte neben verschiedenen eigenen Fotografien Artikel über ästhetische oder technische Fragen sowie Ausstellungskritiken bei.

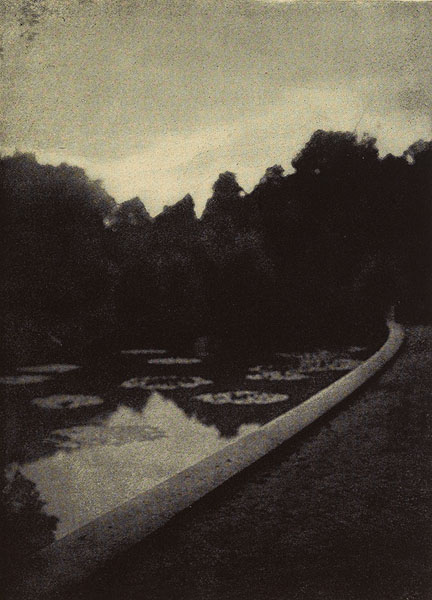
„A Garden of Dreams“, Glycerin–Platinotype (1907)

Stieglitz und Keiley führten ferner Versuche mit glycerinentwickelten Platindrucken (Platinotypen) durch. Hierbei wird ein auf konventionellem Weg bereits entwickelter Platindruck zur Veränderung seiner Bildwirkung durch stellenweises Auftragen einer Mischung von Glycerin und Entwickler nachbehandelt. Die Versuchsergebnisse veröffentlichten sie in einem gemeinsamen Artikel in den Camera Notes.
Beide Fotografen wurden 1902 zu Gründungsmitgliedern der Photo-Secession. Joseph Keiley konnte bei der ersten Ausstellung der Secession im National Arts Club 15 seiner Fotografien vorstellen.
Als Stieglitz 1903 die Publikation der Zeitschrift Camera Work vorbereitete, bat er Keiley, Mitherausgeber zu werden. Für die nächsten elf Jahre war Keiley nach Stieglitz der wichtigste Mitarbeiter der Camera Work; er steuerte zahlreiche Aufsätze, technische Artikel oder Kritiken bei. Auch beriet er Stieglitz, welche europäischen Fotografen in der Camera Work vorgestellt werden sollten. In der Zeitschrift erschienen 1903 eine und 1907 sechs Aufnahmen von Keiley.

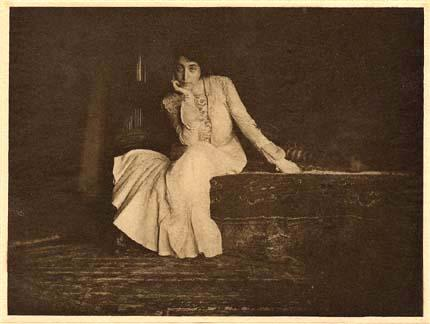
„Miss de C.“ (1907)

In seinem späteren Leben reiste Keiley durch Europa und Mexiko, und er versuchte, einen Freund durch einen friedlichen Putsch zum Präsidenten von Mexiko zu erheben.
Joseph Keiley verstarb 1914. Zu seinen Ehren veröffentlichte Stieglitz in der Camera Work einen langen Nachruf; sein Name verblieb im Impressum, bis 1917 die Zeitschrift eingestellt wurde.